# 印第安諾拉 (內布拉斯加州)
印第安諾拉（英語：Indianola）是位於美國內布拉斯加州雷德威洛縣的城市。

## 人口
根據2020年美國人口普查的數據，印第安諾拉的面積為3.23平方千米，皆為陸地。當地共有人口524人，而人口密度為每平方千米162人。